# 1600 Penn
1600 Penn è una serie televisiva statunitense creata da Josh Gad e Jon Lovett per il network NBC, il cui episodio pilota è stato trasmesso il 17 dicembre 2012 per poi riprendere la normale programmazione dal 10 gennaio 2013.

## Trama
I Gilchrist sono la classica famiglia americana, con i soliti problemi di tutti i giorni, tra figli irrequieti e situazioni imbarazzanti. Cosa ha di speciale questa famiglia? Il padre, Dale Gilchrist, è il presidente degli Stati Uniti. Dopo l'ennesimo disastro a scuola, Skip, il figlio del presidente, è costretto a tornare alla Casa Bianca per una convivenza forzata, e non priva di rischi, con la famiglia.

## Personaggi e interpreti

### Personaggi principali
- Skip Gilchrist, interpretato da Josh Gad
- Emily Nash-Gilchrist, interpretato da Jenna Elfman
- Becca Gilchrist, interpretata da Martha MacIsaac
- Marshall Malloy, interpretato da André Holland
- Marigold Gilchrist, interpretata da Amara Miller
- Xander Gilchrist, interpretato da Benjamin Stockham
- Dale Gilchrist, interpretato da Bill Pullman

## Episodi
| Stagione       | Episodi | Prima TV USA | Prima TV Italia |
| -------------- | ------- | ------------ | --------------- |
| Prima stagione | 13      | 2012-2013    | 2013-2014       |

## Produzione
L'episodio pilota è stato trasmesso in anteprima il 17 dicembre 2012. Nonostante tutto, la normale programmazione della serie partirà dal 10 gennaio. 1600 Penn è stata ordinata da NBC a maggio durante gli upfront, per poi essere trasmessa in midseason. Lo show è stato cancellato dopo una sola stagione. L'attrice Brittany Snow era stata originariamente scelta per interpretare il ruolo di Becca Gilchrist, sostituita successivamente da Martha MacIsaac.